# دائرة الرواشد
دائرة الرواشد هي إحدى دوائر ولاية ميلة الجزائرية.